# (72551) 2001 EQ1
(72551) 2001 EQ1 – planetoida z pasa głównego asteroid okrążająca Słońce w ciągu 4,32 lat w średniej odległości 2,65 j.a. Odkryta 1 marca 2001 roku.